# Felgo
Felgo (bis Februar 2019 V-Play Engine) ist ein plattformübergreifendes Entwicklungstool, das auf dem Framework Qt basiert. Felgo kann zur Erstellung von mobilen Apps und Spielen verwendet werden, die auf iOS, Android und Windows Phone sowie Embedded Devices und Desktop-Plattformen ausgeführt werden können. Die verwendeten Programmiersprachen sind QML, JavaScript und optional C++ sowie native plattformabhängige Programmiersprachen.
Felgo wird als proprietäre Software von der FELGO GmbH entwickelt, die 2012 in Österreich gegründet wurde. Die Gesellschaft hat ihren Sitz in Wien. 2014 wurde Felgo im Rahmen eines Cross-Platform Tool Benchmarks von durch research2guidance befragten Entwicklern zur besten Engine in den Bereichen Support, Einfachheit und Zeitersparnis gewählt.

## Architektur
Felgo basiert auf Qt. Felgo erweitert dieses mit zusätzlichen Komponenten und Services für die Entwicklung von mobilen Apps und Spielen. Seit 2014 ist Felgo offizieller Technologiepartner von Qt. Oberflächen werden mit der Beschreibungssprache QML erstellt. Diese Dateien können auch JavaScript enthalten und ermöglichen Property Bindings. Im Gegensatz zu anderen Ansätzen werden diese Dateien kompiliert, sodass die Geschwindigkeit durch keinen Interpreter negativ beeinflusst wird. Variablen können wie im TypeScript typisiert werden. Auch ist es möglich, Module und Funktionen in C++ zu schreiben. Vorhandene Bibliotheken in C++, Objective-C und Java können eingebunden werden. Felgo liefert einen eigenen Backend-Server für die Benutzerverwaltung mit. Auch ein Cloud-Service für die Verwaltung von Benutzern steht zur Verfügung. Apps und Spiele werden mit der Qt-eigenen Entwicklungsumgebung Qt Creator erstellt. Mit dieser Entwicklungsumgebung können auch Programme, die auf Geräten laufen, debuggt werden.

## Services von Drittanbietern
Felgo ermöglicht die Einbindung zahlreicher Services in Apps und Spielen, unter anderem:
- AdMob
- Chartboost
- Facebook
- Firebase
- Google Analytics
- Flurry
- GameCenter
- Google Cloud Messaging
- HockeyApp
- Wikitude Augmented Reality[12]
- Soomla
- OneSignal

## Unterstützte Plattformen
Felgo unterstützt die folgenden Plattformen als Entwicklungs- und/oder Zielplattform:
- iOS: Version 10 und höher (ARM64 und Simulator)
- Android: Version 4.1 ("Jelly Bean") und höher / Armeabi-basierte Geräte (ARMv7, x86)
- Microsoft Windows: 32- or 64-bit Microsoft Windows 7 und später
- macOS: 64-bit 10.10 und später
- Linux: 32- und 64-bit
- Raspberry Pi
- i.MX: i.MX 6 Serie